# Valor intrínseco (finanzas)
En finanzas, el valor intrínseco o el valor fundamental es el "valor verdadero, inherente y esencial" de un activo independiente de su valor de mercado.

## Opciones
Se dice que una opción tiene un valor intrínseco si la opción está en dinero. Cuando está fuera del dinero, su valor intrínseco es cero. 
El valor intrínseco para una opción dentro del dinero se calcula como el valor absoluto de la diferencia entre el precio actual ( S ) del subyacente y el precio de ejercicio ( K ) de la opción. 
{\displaystyle IV_{\textrm {out-of-the-money}}=0}
{\displaystyle IV_{\textrm {in-the-money}}=\left\vert S-K\right\vert =\left\vert K-S\right\vert }
Por ejemplo, si el precio de ejercicio para una opción de compra es de 1 euro y el precio del subyacente es de 1,20, entonces la opción tiene un valor intrínseco de 0,20 euros. 
El valor de una opción es la suma de su valor intrínseco y su tiempo. 

## Capital
Al valorar el patrimonio, los analistas de valores pueden utilizar el análisis fundamental, en oposición al análisis técnico, para estimar el valor intrínseco de una empresa. Aquí la característica "intrínseca" considerada es la producción esperada de flujo de efectivo de la empresa en cuestión. Por lo tanto, el valor intrínseco se define como el valor presente de todos los flujos de efectivo netos futuros esperados para la empresa; es decir, se calcula mediante la valoración de flujo de efectivo descontado. (Este no es un teorema probado o una teoría validada, sino una suposición general). 
Una alternativa, aunque un enfoque relacionado, es ver el valor intrínseco como el valor de las operaciones continuas de un negocio, en oposición a su valor contable basado en contabilidad o valor de ruptura. Warren Buffett es conocido por su capacidad para calcular el valor intrínseco de un negocio, y luego comprar ese negocio cuando su precio tiene un descuento sobre su valor intrínseco.    
Tenga en cuenta que, aunque se supone que las acciones son instrumentos de patrimonio, ya que representan el interés de la propiedad en la empresa, la etiqueta de "patrimonio" es algo cuestionable. Las acciones de Clase C, por ejemplo, no tienen ningún derecho de voto. Los profesionales financieros consideran que las acciones son instrumentos de patrimonio, ya que tienen derecho a una parte igual de las ganancias (dividendos), a pesar de que los accionistas carecen del derecho a ejercer el control sobre la empresa. 

## Bienes raíces
Al valorar los bienes inmuebles, se puede utilizar un enfoque similar. Por lo tanto, el "valor intrínseco" de los bienes inmuebles se define como el valor presente neto de todos los flujos de efectivo netos futuros que se pierden comprando una propiedad en lugar de alquilarla a perpetuidad. Estos flujos de efectivo incluirían impuestos sobre la renta, la inflación, el mantenimiento y la propiedad. Este cálculo se puede hacer usando el modelo Gordon. 